# Discovery Travel & Living
Discovery Travel & Living a fost un canal de televiziune deținut de Discovery Communications. Canalul a fost lansat inițial sub numele Discovery Travel & Adventure și transmitea documentare și expediții. În 2005, a fost repoziționat și redenumit ca Discovery Travel & Living, totodată atunci și-a schimbat și grila de programe, transmițând programe cu privire la stilul de viață, de călătorie, gătit și design interior.

## Programe
- Anthony Bourdain: No Reservations
- Europe's Richest People
- Flip That House
- Grand Designs
- Jon & Kate Plus 8
- LA Ink
- Little People, Big World
- Miami Ink
- Say Yes to the Dress
- Superhomes
- Take Home Chef
- The World's Richest People
- While You Were Out

## Logo-uri

Vechiul logo, folosit pe când canalul se chema Discovery Travel & Adventure (2002–2005).
Logo Discovery Travel & Living (2005–2009)
Logo Discovery Travel & living (2009–2013)